# Tabuado
Tabuado is een plaats (freguesia) in de Portugese gemeente Marco de Canaveses en telt 1387 inwoners (2001).